# Methoxpropamin
Methoxpropamin (MXPr, 2-Oxo-3'-methoxy-PCPr) ist eine Forschungschemikalie mit dissoziativer Wirkung, die wie Ketamin oder Methoxetamin strukturell zur Gruppe der Arylcyclohexylamine zählt. Der Stoff wirkt als Antagonist des NMDA-Rezeptors. Die Substanz wird als Forschungschemikalie vertrieben wurde 2019 erstmals in Dänemark identifiziert. Methoxpropamin ist ein Strukturanalogon von MXE, wobei hier die N-Ethylgruppe durch eine N-Propylgruppe ersetzt wurde.

## Pharmakodynamik
In In-vitro-Studien wurden drei Metaboliten identifiziert:
- N-Despropyl(nor)methoxpropamin
- O-Desmethylmethoxpropamin
- Dihydromethoxpropamin

## Rechtsstatus

### Deutschland
Als Abkömmling der Arylcyclohexylamine unterliegt Methoxpropamin Deutschland seit dem 18. Juli 2019 dem Neue-psychoaktive-Stoffe-Gesetz. Bis auf die im Gesetz definierten Ausnahmen sind Handel, Inverkehrbringen, Herstellung, die Verabreichung sowie das Verbringen von Methoxpropamin grundsätzlich strafbar.

### Schweiz
Methoxpropamin ist im Verzeichnis E unter dem Punkt 277 gelistet. Es unterliegt besonderen Kontrollen, ist aber nicht vollständig verboten.